# Čeminac
 Čeminac  è un comune della Croazia di 2 856 abitanti della Regione di Osijek e della Baranja.